# مارغريت ستافورد
مارغريت ستافورد (بالإنجليزية: Margaret Stafford)‏ هي مبارزة بالسيف بريطانية، ولدت في 23 أبريل 1931 في لندن في المملكة المتحدة.

## وصلات خارجية
- مارغريت ستافورد على موقع أوليمبيديا (الإنجليزية)